# X Games Southern California 2021
X Games Southern California 2021 fue un evento multideportivo internacional organizado por X Games que se llevó a cabo entre el 14 y el 18 de julio de 2021 en Sur de California, Estados Unidos.
Tras la cancelación del último año de la ciudad anfitriona de los X Games Minneapolis 2020 debido a la Pandemia de COVID-19, los X Games 2021 adoptaron de manera única la naturaleza básica de los deportes extremos de verano y llevaron la competencia de clase mundial directamente a las instalaciones de los atletas, brindando a los espectadores una mirada detrás de escena de estos campos de juego para atletas.
Más de 15 horas de las mejores competencias de los X Games 2021 se transmitieron por ESPN, ABC y ESPN2, así como en la aplicación ESPN. Todas las competencias se transmitieron en vivo en sus plataformas digitales. El contenido de los X Games también se presentó en todo el mundo a través de socios de sindicación internacionales.

## Evento
Durante más de 25 años, X Games ha organizado con éxito eventos de deportes extremos en 12 países de todo el mundo, atrayendo a más de seis millones de asistentes. Desde su creación en 1995, los X Games se han convertido en la marca líder en competencias de deportes extremos y estilo de vida, destacando a los mejores atletas de deportes extremos del mundo en BMX, Skateboard y Moto X en los X Games, y Esquí y Snowboard en la versión de los X Games de invierno. Eventos en el contexto de cada ciudad anfitriona individual.
Los X Games 2021 fueron la competencia final antes de que muchos atletas de Skateboard y BMX se dirijan a Tokio 2020 para su debut olímpico. Algunos de los nombres más importantes, incluidos Sky Brown, Leticia Bufoni y Poppy Olsen, buscarán ganar el oro de los X Games antes de dirigirse a Tokio
Debido a la Pandemia de COVID-19, los X Games 2021 estuvieron cerrados al público y se apegaron a los protocolos integrales de mitigación de riesgos de COVID-19 para los participantes y el personal. Un centro de medios virtual estuvo disponible para ver la competencia, las conferencias de prensa posteriores a la entrega de medallas y encontrar recursos para cubrir el evento.

## Disciplinas
3 deportes compondrán los X Games 2021. El Skateboard incluirá 2 disciplinas: Parque y Calle. Los eventos de BMX serán disputados tanto en Parque, Calle como en Tierra. Por último, el Motocross tendrá 2 modalidades; Látigo y demostración de estilo libre.
| SKATEBOARD Competencia abierta - Street Best Trick Competencia Masculina - Skateboard Street - Skateboard Park Competencia Femenina - Skateboard Street - Skateboard Park Competencia Vertical - Skateboard Vert Best Trick - Skateboard Vert | BMX - BMX Street - BMX Park Best Trick - BMX Park - BMX Dirt Best Trick - BMX Dirt Moto X - Moto X Best Trick - Moto X QuarterPipe High Air - Moto X 110 - Moto X Best Whip - Moto X Freestyle |

## Resumen de medalla

### Skateboard
| Evento                       | Oro            | Plata            | Bronce          |
| ---------------------------- | -------------- | ---------------- | --------------- |
| Skateboard Street Best Trick | Jamie Foy      | Dashawn Jordan   | Tiago Lemos     |
| Men’s Skateboard Street      | Dashawn Jordan | Jamie Foy        | Ishod Wair      |
| Women’s Skateboard Street    | Letícia Bufoni | Samarria Brevard | Poe Pinson      |
| Skateboard Vert Best Trick   | Gui Khury      | Elliot Sloan     | Jimmy Wilkins   |
| Skateboard Vert              | Jimmy Wilkins  | Elliot Sloan     | Mitchie Brusco  |
| Women’s Skateboard Park      | Sky Brown      | Mami Tezuka      | Bryce Wettstein |
| Men’s Skateboard Park        | Liam Pace      | Gavin Bottger    | Tristan Rennie  |

### BMX
| Evento              | Oro            | Plata         | Bronce        |
| ------------------- | -------------- | ------------- | ------------- |
| BMX Street          | Liam           | Gavin         | Tristan       |
| BMX Park Best Trick | Mike Varga     | Ryan Williams | Jeremy Malott |
| BMX Park            | Kevin Peraza   | Pat Casey     | Mike Varga    |
| BMX Dirt Best Trick | Andy Buckworth | Jaie Toohey   | Jake Leiva    |
| BMX Dirt            | Pat Casey      | Bryce Tryon   | Ben Wallace   |

### Moto X
| Evento                      | Oro           | Plata          | Bronce        |
| --------------------------- | ------------- | -------------- | ------------- |
| Moto X Best Trick           | Rob Adelberg  | David Rinaldo  | Harry Bink    |
| Moto X QuarterPipe High Air | Colby Raha    | Axell Hodges   | Tyler Bereman |
| Moto X 110                  | Axell Hodges  | Colby Raha     | Jarryd McNeil |
| Moto X Best Whip            | Tom Parsons   | Genki Watanabe | Tyler Bereman |
| Moto X Freestyle            | Luc Ackermann | Josh Sheehan   | Rob Adelberg  |